# Aleuritopteris wallichiana
Aleuritopteris wallichiana är en kantbräkenväxtart som beskrevs av Fraser-jenk. Aleuritopteris wallichiana ingår i släktet Aleuritopteris och familjen Pteridaceae. Inga underarter finns listade.